# Charles Guérin (Präfekt)
Charles Guérin (* 21. Mai 1872 im Département Seine-et-Marne, Französische Republik; † 19. März 1910 in Ghardaia, Französisch-Nordafrika) war ein französischer Geistlicher und römisch-katholischer Präfekt von Ghardaia.

## Leben
Charles Guérin empfing am 19. Dezember 1896 das Sakrament der Priesterweihe.
Nachdem am 19. Juli 1901 aus dem Apostolischen Vikariat für die Sahara und Sudan heraus die Apostolische Präfektur von Ghardaia gegründet worden war, wurde Charles Guérin zum ersten Apostolischen Präfekten von Ghardaia ernannt. Er bekleidete das Amt bis zu seinem Tod am 19. März 1910.